# Adam Parada
Adam Parada, né le 21 octobre 1981, à Alta Toma, en Californie, est un joueur mexicain de basket-ball. Il évolue au poste de pivot.

## Palmarès
- Finaliste des Jeux panaméricains de 2011